# Fasti Antiates maiores
Pour les articles homonymes, voir Fastes (homonymie).
Les Fasti Antiates maiores, ou Fastes d'Antium, est le nom donné par les historiens et archéologues aux fragments d'un calendrier romain, découverts à partir de 1910, puis principalement entre 1915 et 1921, à Antium (aujourd'hui, Anzio), à proximité de la villa de Néron.

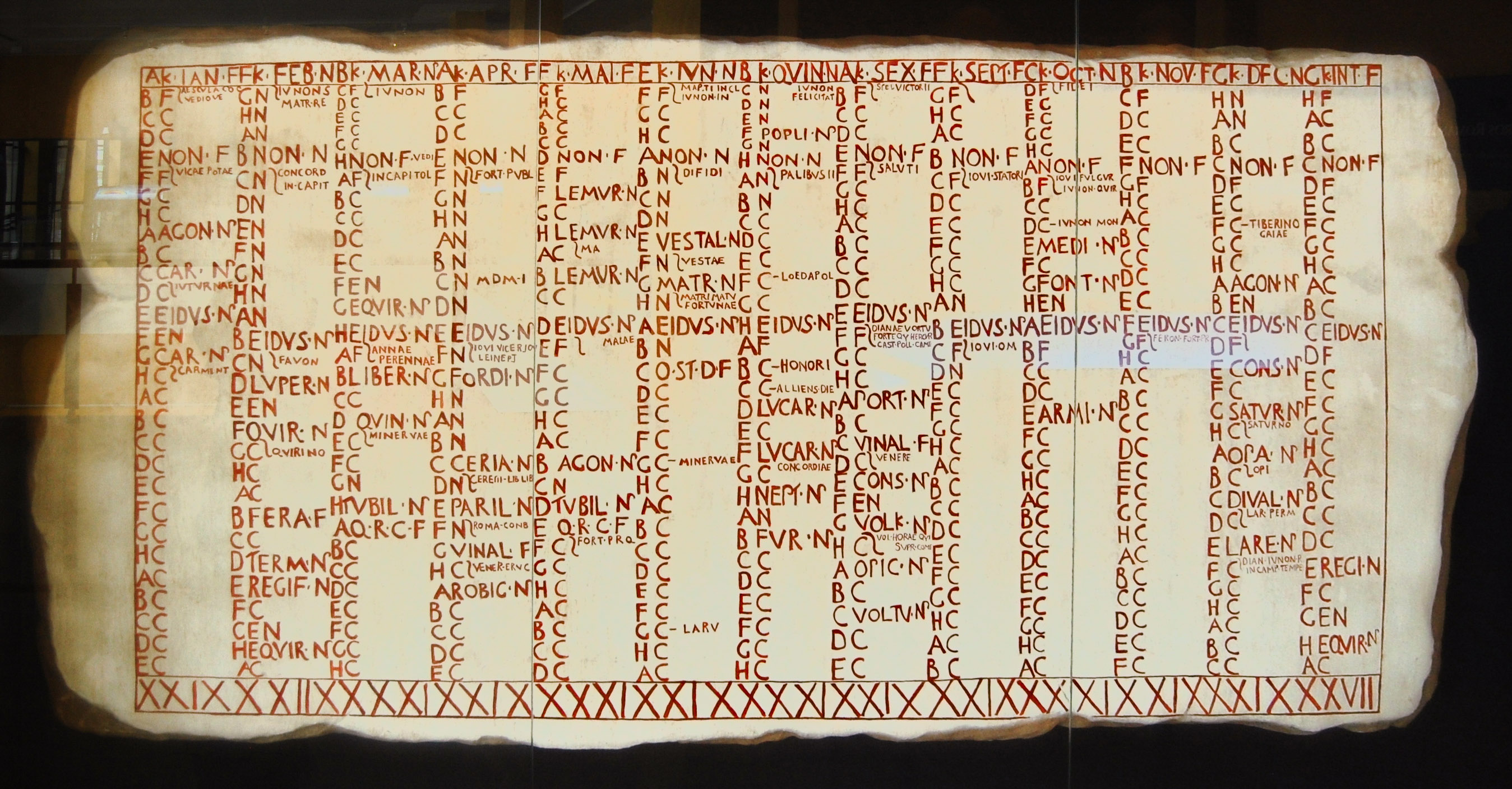
Reproduction du calendrier des Fasti Antiates Maiores découvert à Anzio, exposée dans le Musée du théâtre romain de Caesaraugusta.

Rédigé en latin tardo-républicain, dans les années 67 - 55 avant notre ère, il s'agit du plus ancien des calendriers romains et de l'unique calendrier antérieur à la réforme du calendrier julien qui nous soit parvenu.  
Anzio se situe à environ 58 km au sud de Rome, dans le Lazio moderne.   
Le Latium antique était habité par les Latins dès le VIe siècle av. J.-C. Antium passe sous domination romaine après la Guerre latine et la bataille de Trifanum en 340 ou 339 avant notre ère et la dissolution de la Ligue latine en 338.
Le calendrier a été publié en 1922 sous la référence épigraphique AE 1922, 00087. Il est actuellement exposé au Palais Massimo des Thermes (en italien : Palazzo Massimo alle Terme), palais situé à proximité des Thermes de Dioclétien et abritant une partie des collections du Musée national romain (Museo Nazionale Romano). Ce calendrier nous renseigne principalement sur le découpage mensuel de l'année romaine, ainsi que sur les fêtes religieuses, les jours dits fastes ou néfastes propices ou non aux activités politiques et militaires de la cité romaine républicaine, ainsi que la liste des consuls de Rome.

## Structure et description

### Le document archéologique et sa datation
Les Fasti Antiates maiores sont constitués de deux fragments du calendrier de treize mois et de la liste des consuls de Rome. Le calendrier, haut de 1,16 m et large de 2,5 m contient également un mois intercalaire, en addition aux douze autres. La liste des consuls est de la même hauteur que le calendrier, mais large de 1,36 m. Les noms des consuls s'étendent sur une période allant de 164 à 84 avant notre ère, mais d'après les restaurations des lacunes, il semble que la liste s'étendaient originellement de 173 à 67. Le calendrier donne également une liste des dates de fondation des temples de Rome, or, le fait que le temple de Vénus, attenant au Théâtre de Pompée, est absent, signifie que le texte date nécessairement d'avant 55 avant notre ère.

### Organisation du champ épigraphique
Le calendrier est représenté sous la forme d'un tableau à treize colonnes.
Chaque colonne concerne un mois dont le nom est abrégé comme suit : IAN pour Ianuarius (janvier), FEB pour Februarius (février), MAR pour Martius (mars), APR pour Aprilis (avril), MAI pour Maius (mai), IVN pour Iunius (juin), QVI pour Quintilis (juillet), SEX pour Sextilis (août), SEP pour September (septembre), OCT pour October (octobre), NOV pour November (novembre), DEC pour December (décembre) et INTER pour Intercalaris (mois intercalaire).
Chaque colonne comporte autant de lignes que le mois comporte de jours, plus une ligne supplémentaire où est indiqué le nombre de jours que comporte le mois : XXXI (trente-et-un), les mois de mars, mai, juillet et octobre ; XXIX (vingt-neuf), les mois de janvier, avril, juin, août, septembre, novembre et décembre ; XXIIX (vingt-huit), le mois de février ; XXVII (vingt-sept), le mois intercalaire.
Chaque jour est marqué d'une lettre nundinale : A, B, C, D, E, F, G ou H, qui indique la position du jour dans la huitaine romaine.
Le premier jour de chaque mois est marqué de la lettre K, abréviation de KALENDAE (calendes). Le cinquième jour des mois de janvier, février, avril, juin, août, septembre, novembre et décembre est marqué des lettres NON, abréviation de NONAE (nones). Il en est de même du septième jour des mois de mars, mai, juillet et octobre. Le huitième jour suivant les nones de chaque mois est marqué des lettres EIDVS (ides).
Certains jours sont marqués d'une des trois lettres suivantes : F, N ou C. La lettre F, abréviation de FASTVS (DIES), marque les jours fastes ; la lettre N, abréviation de NEFASTVS (DIES), les jours néfastes ; la lettre C, abréviation de COMITIALIS (DIES), les jours comitiaux.

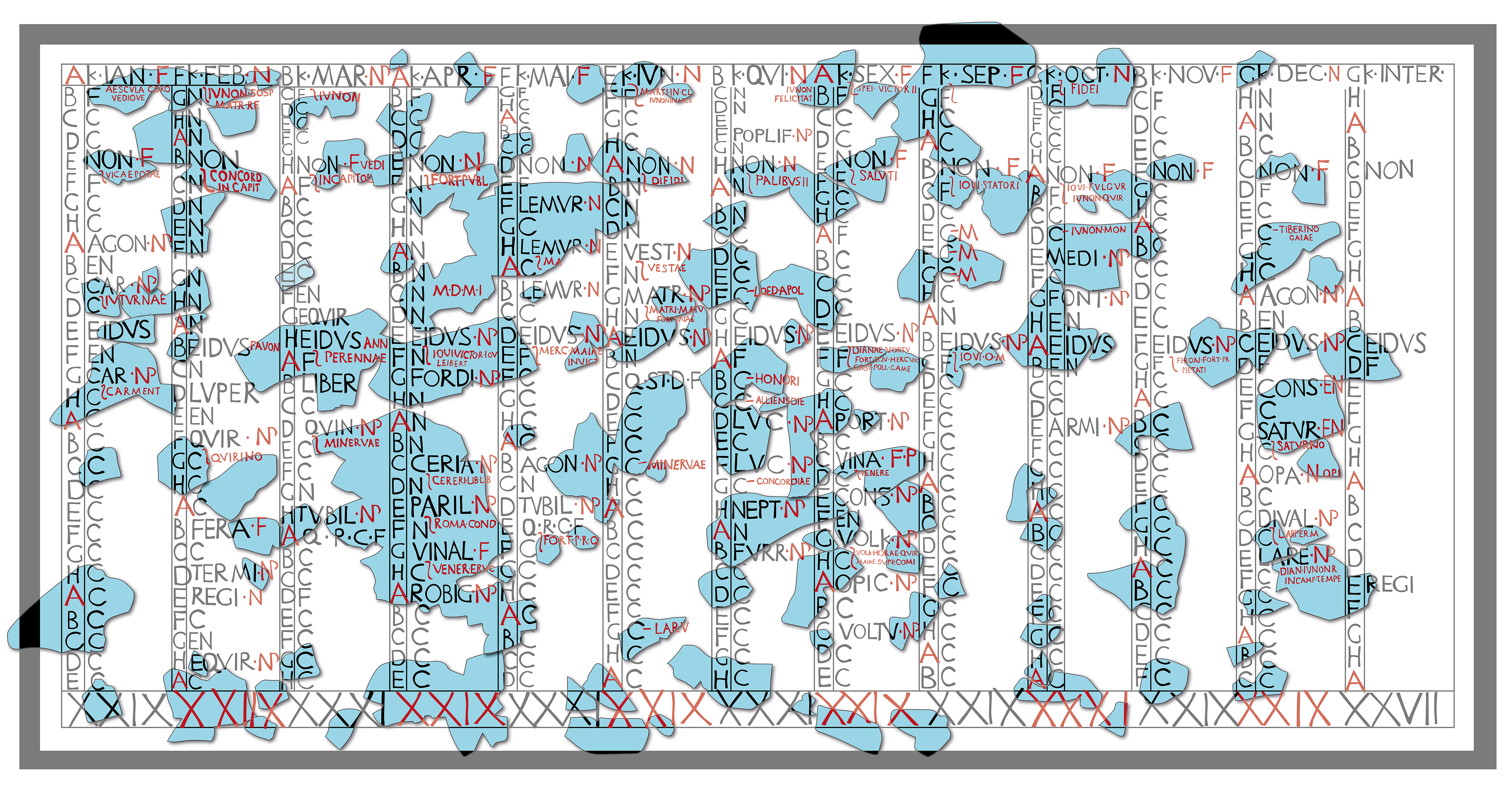
Essai de reconstitution des Fastes d'Antium à partir des fragments découverts.

### Transcription et traduction du texte

#### Janvier (29 jours)
1er - Aescula(pio), Co[r]o(nidi), Vedioue - Calendes de janvier. A Esculape, Coronis et Véjove sur le Tibre. Jour faste, affaires judiciaires
2 - Jour faste, affaires judiciaires.
3 - Jour faste (?), tenue des comices.
4 - Jour faste (?), tenue des comices.
5 - Vicae pota[e] - Nones de janvier. Jour faste, affaires judiciaires. Fête de Vica Pota.
6 - Jour faste (?), affaires judiciaires 
7 - Jour faste (?), tenue des comices.
8 - Jour faste (?), tenue des comices.
9 - Agonalia.
10 - Jour faste (?).
11 - Car[mentalia]. Iuturnae - Fête de Carmenta, déesse de la naissance. Pas d'affaires publiques, jour férié. A Juturne.
12 - Jour faste (?), tenue des comices.
13 - Ides de janvier.
14 - Jour faste (?).
15 - Car(mentalia). Carment(i) - Fête de Carmenta, déesse de la naissance. Pas d'affaires publiques, jour férié. A Carmenta.
16 - Jour faste, tenue des comices.
17 - Jour faste, tenue des comices.
18 - Jour faste, tenue des comices.
19 - Jour faste, tenue des comices.
20 - Jour faste, tenue des comices.
21 - Jour faste (?), tenue des comices.
22 - Jour faste (?), tenue des comices.
23 - Jour faste (?), tenue des comices.
24 - Jour faste, tenue des comices.
25 - Jour faste, tenue des comices.
26 - Jour faste, tenue des comices.
27 - Jour faste, tenue des comices.
28 - Jour faste (?), tenue des comices.
29 - Jour faste, tenue des comices.

#### Février (28 jours)
1er - Iunon(i) S[ospitae] Matr(i) Re[ginae] - Calendes de février. Jour néfaste. A Junon Sauveuse, Mère, Reine.
2 - Jour néfaste.
3 - Jour néfaste.
4 - Jour néfaste.
5 - Concord(iae) in Capit(olio) - Nones de février. A la Concorde Capitoline.
6 - Jour néfaste.
7 - Jour néfaste.
8 - Jour néfaste.
9 - Jour néfaste.
10 - Jour néfaste.
11 - Jour néfaste.
12 - Jour néfaste.
13 - Fauon(io) - Fête de Faunus.
14 - Jour néfaste
15 - [Lupe]r(calia) - Fêtes des Lupercales.
16 - Jour néfaste.
17 - Q[uirinalia]. [Quir]ino - Fête de Quirinus. Jour néfaste. Jour férié. A Quirinus.
18 - Jour faste, tenue des comices.
19 - Jour faste, tenue des comices.
20 - Jour faste (?), tenue des comices.
21 - [Fer]a(lia) - Jour faste. Jour des Feralia. Affaires judiciaires.
22 - Jour faste, tenue des comices.
23 - [Ter]mi(nalia) - Fête des Terminalia. Jour néfaste. Jour férié.
24 - (Fête des Fugalia. Jour néfaste. Jour férié.)
27 - Equ[irria] - Fête des Equirria. Jour néfaste. Jour férié.
28 - Jour faste, tenue des comices.

#### Mars (31 jours)
1er - lunon(i) - Calendes de Mars. Jour néfaste. Jour férié. A Junon.
2 - Jour faste, affaires judiciaires.
3 - Jour faste, tenue des comices.
4 - Jour faste, tenue des comices.
5 - Jour faste (?), tenue des comices.
6 - (?) 
7 - Vedi(oui) in Ca[p]itol(io) - Nones de Mars. Jour faste, affaires judiciaires. Au Vejove Capitolin.
8 - Jour faste (?), affaires judiciaires.
9 - Jour faste, tenue des comices.
10 - Jour faste, tenue des comices.
11 - Jour faste (?), tenue des comices.
12 - Jour faste, tenue des comices.
13 - (?)  
14 - Equir(ria) - Fête des Equirria
15 - Ann(ae) Perennae - Ides de Mars. Jour faste. Affaires judiciaires. A Anna Perenna.
16 - Jour faste, affaires judiciaires.
17 - [L]iber(alia) - Fête des Liberalia.
18 - Jour faste (?), tenue des comices.
19 - [Q]uin(quatrus). Mineruae - Début de la fête des Quinquatries. Jour néfaste. Jour férié. A Minerve.
20 - Jour faste (?), tenue des comices.
21 - Jour faste (?), tenue des comices.
22 - Jour néfaste.
23 - Tubil(ustrium) - Fête du Tubilustrium (revue des trompettes sacrées). Dernier jour des Quinquatries. Jour néfaste. Jour férié.
24 - A q(uando) r(ex) com(itiavit) f(as) - Quand le rex sacrorum a fini son office au Comitium et lors des comices curiates. Jour faste. Affaires judiciaires.
25 - Jour faste (?), tenue des comices.
26 - Jour faste (?), tenue des comices.
27 - Jour faste (?), affaires judiciaires.
28 - Jour faste (?), tenue des comices.
29 - Jour faste, tenue des comices.
30 - Jour faste, tenue des comices.
31 - Jour faste, tenue des comices.

#### Avril (29 jours)
1er - Kalendes d'avril. Jour faste, affaires judiciaires.
2 - Jour faste, affaires judiciaires.
3 - Jour faste, tenue des comices.
4 - Jour faste, tenue des comices.
5 - Fort(unae) publ(icae) - Nones d'avril. Jour néfaste. A la Fortune de l'Etat et du Peuple Romain.
6 - Jour néfaste.
7 - Jour néfaste.
8 - Jour néfaste (?).
9 - Jour néfaste (?).
10 - Jour néfaste.
11 - M(atri) d(eum) m(agnae) I(daeae) - Jour néfaste. A la Grande Mère des Dieux Idéenne.
12 - Jour néfaste.
13 - Ioui Victor(i) Iou(i) Leibert(ati) - Ides d'avril. Jour néfaste. Jour férié. A Jupiter Vainqueur. A Jupiter Libertas.
14 - Jour néfaste.
15 - Fordi(cidia) - Fêtes des Fordicidia. Jour néfaste. Jour férié.
16 - Jour néfaste.
17 - Jour néfaste.
18 - Jour néfaste.
19 - Ceria(lia). Cereri Lib(ero) L[ib(erae)] - Fêtes des Cerialia en l'honneur de Cérès. A Cérès, Liber et Libera. Jour néfaste. Jour férié.
20 - Jour néfaste.
21 - Paril(ia). Roma cond(ita) - Fêtes des Parilia. Jour néfaste. Jour férié. Anniversaire de la fondation de Rome.
22 - Jour néfaste.
23 - Vinal(ia). Vener(i) Eruc(inae) - Fêtes des Vinalia. Jour faste. Affaires judiciaires. A Vénus Erycine sur le Capitole.
24 - Jour faste, tenue des comices.
25 - Robig(alia) - Fête des Robigalia. Jour néfaste. Jour férié.
26 - Jour faste, tenue des comices.
27 - Jour faste (?), tenue des comices.
28 - Jour faste, tenue des comices.
29 - Jour faste, tenue des comices.

#### Mai (31 jours)
1er - Calendes de mai. Jour faste, affaires judiciaires.
2 - Jour faste (?), affaires judiciaires.
3 - Jour faste (?), tenue des comices.
4 - Jour faste (?), tenue des comices.
5 - Jour faste, tenue des comices.
6 - Jour faste, tenue des comices.
7 - Nones de mai. Jour néfaste.
8 - Jour faste, affaires judiciaires.
9 - Lemur(ia) - Fêtes des Lemuria. Jour néfaste.
10 - Jour faste, tenue des comices.
11 - (?)
12 - (?)
13 - Le[mur(ia)] - Fêtes des Lemuria. Jour néfaste.
14 - Jour faste (?), tenue des comices.
15 - [Mercurio] Maiae [Marti] inuict(o) - Ides de mai. Jour néfaste. Jour férié. A Mercure, Maia, à Mars Invaincu.
16 - Jour faste, affaires judiciaires.
17 - Jour faste, tenue des comices.
18 - Jour faste (?), tenue des comices.
19 - Jour faste, tenue des comices.
20 - Jour faste, tenue des comices.
21 - [Ag]on(alia) - Fêtes des Agonalia. Jour néfaste. Jour férié.
22 - Jour néfaste (?).
23 - [T]ub(ilustrium) - Fête du Tubilustrium (revue des trompettes sacrées). Jour néfaste. Jour férié.
24 - A q(uando) r(ex) com(itiavit) f(as) For[t(unae)] p(opuli) r(omani) Q(uiritium) - Quand le rex sacrorum a fini son office au Comitium. A la Fortune du Peuple Romain des Quirites. Jour faste. Affaires judiciaires.
25 - Jour faste (?), tenue des comices.
26 - Jour faste (?), tenue des comices.
27 - Jour faste (?), tenue des comices.
28 - Jour faste, tenue des comices.
29 - Jour faste (?), tenue des comices.
30 - Jour faste (?), tenue des comices.
31 - Jour faste (?), tenue des comices.

#### Juin (29 jours)
1er - Marti in cl[iuo Iuno]n(i) in [arce ?] - Calendes de juin. Jour néfaste. A Mars In Clivo, à Junon de la Citadelle.
2 - Jour faste. Affaires judiciaires.
3 - Jour faste (?), tenue des comices.
4 - Jour faste, tenue des comices.
5 - Di Fidi - Nones de juin. Jour néfaste. A Dius Fidius.
6 - Jour néfaste.
7 - Jour néfaste (?).
8 - Jour néfaste (?).
9 - [Vest]ae - Fêtes des Vestalia. Ouverture du temple de Vesta. Jour néfaste.
10 - Jour néfaste (?).
11 - [M]atr(alia). [M]atri Matu[t(ae)] Fortn[n]ae - Fêtes des Matralia. Jour néfaste. Jour férié. A Mater Matuta et à Fortuna.
12 - Jour néfaste (?).
13 - Ides de juin. Jour néfaste. Jour férié.
14 - Jour néfaste.
15 - Q(uando) St(ercus) D(elatum) F(as) - Quand les immondices du temple de Vesta sont toutes enlevées. Jour faste. Affaires judiciaires.
16 - Jour faste, tenue des comices.
17 - Jour faste (?), tenue des comices.
18 - Jour faste, tenue des comices.
19 - Min[eruae] - A Minerve.
20 - Jour faste (?), tenue des comices.
21 - Jour faste (?), tenue des comices.
22 - Jour faste (?), tenue des comices.
23 - Jour faste (?), tenue des comices.
24 - Jour faste (?), tenue des comices.
25 - Jour faste (?), tenue des comices.
26 - Jour faste (?), tenue des comices.
27 - Lari(bus) - Aux dieux Lares.
28 - Jour faste, tenue des comices.
29 - Jour faste (?), tenue des comices.

#### Quintilis (31 jours)
1er - .... on .... [Felici]tat(i) - Calendes de Quintilis. Jour néfaste. A Junon (?) et Felicitas.
2 - Jour néfaste (?).
3 - Poplif(ugia) n(efas) p(iaculum)
4 - (?)
5 - Poplif(ugia) - Fête des Poplifugia. Jour néfaste. Jour férié.
6 - Jour néfaste (?).
7 - Palibus duabus. - Nones de Quintilis. Jour néfaste. Aux Deux Palès.
8 - Jour néfaste.
9 - Jour néfaste.
10 - Jour faste (?), tenue des comices.
11 - Jour faste, tenue des comices.
12 - Jour faste, tenue des comices.
13 - Loed(i) Apol(linis) - Jeux d'Apollon. Jour faste, tenue des comices.
14 - Jour faste (?), tenue des comices.
15 - Ides de Quintilis. Jour néfaste. Jour férié.
16 - Jour faste. Affaires judiciaires.
17 - Hono(ri) - Jour faste, tenue des comices. A Honos.
18 - [Al]liens(i) die - Jour faste (?). Tenue des comices. Jour de l'Allia.
19 - Luc(aria) - Fêtes des Lucaria. Jour néfaste. Jour férié.
20 - Jour faste, tenue des comices.
21 - Lu[c(aria)] - Fêtes des Lucaria. Jour néfaste. Jour férié.
22 - [Concor]diae - Jour faste (?). Tenue des comices. A la Concorde.
23 - Nept(unalia) - Fêtes des Neptunalia. Jour néfaste. Jour férié.
24 - Jour néfaste.
25 - Fur(rinalia) - Fêtes des Furrinalia. Jour néfaste. Jour férié.
26 - Jour faste, tenue des comices.
27 - Jour faste, tenue des comices.
28 - Jour faste (?), tenue des comices.
29 - Jour faste (?), tenue des comices.
30 - Jour faste, tenue des comices.
31 - Jour faste, tenue des comices.

#### Sextilis (29 jours)
1er - Spei Victor(iis) duabus - Calendes de Sextilis. A Spes. Aux Deux Victoires.
2 - Jour faste. Affaires judiciaires.
3 - Jour faste (?), tenue des comices.
4 - Jour faste (?), tenue des comices.
5 - Salu(ti)
6 - Jour faste. Affaires judiciaires.
7 - Jour faste, tenue des comices.
8 - Jour faste, tenue des comices.
9 - Jour faste (?). Affaires judiciaires.
10 - Jour faste (?), tenue des comices.
11 - Jour faste, tenue des comices.
12 - Jour faste, tenue des comices.
13 - Dianae Vortu(mno) Fort(unae) Equ(estri) Her(culi) Vic(tori) [Cas]t(ori) Poll(uci) Came(nis) - Ides de Sextilis. Jour néfaste. Jour férié. A Diane, Vortumnus, à la Fortune des Cavaliers, à Hercule Vainqueur, à Castor et Pollux, aux Camènes.
14 - Jour faste. Affaires judiciaires.
15 - Jour faste, tenue des comices.
16 - Jour faste, tenue des comices.
17 - Port(unalia) - Fêtes des Portunalia. Jour néfaste. Jour férié.
18 - Jour faste (?), tenue des comices.
19 - Vina(lia). Venere - Fêtes des Vinalia. Affaires judiciaires le matin. A Vénus.
20 - Jour faste (?), tenue des comices.
21 - C[o]ns(ualia) - Fêtes des Consualia. Jour néfaste. Jour férié.
22 - (?)
23 - V[olc(analia)] V[olk(ano) H]orae Qui[rino] [Maiae ? s]upr(a) Comi(tium) - Fêtes des Vulcanalia. Jour néfaste. Jour férié. A Vulcain, Hora, Quirinus, Maia au-dessus du Comitium.
24 - Jour faste, tenue des comices.
25 - O[pic(onsiuia)] - Fêtes d'Ops Consiva. Jour néfaste. Jour férié.
26 - Jour faste (?), tenue des comices.
27 - [Volt]u(rnalia) - Fêtes de Volturnus. Jour néfaste. Jour férié.
28 - Jour faste (?), tenue des comices.
29 - Jour faste (?), tenue des comices.

#### Septembre (29 jours)
1 - Calendes de septembre. Jour faste. Affaires judiciaires.
2 - Jour faste. Affaires judiciaires.
3 - Jour faste, tenue des comices.
4 - Jour faste, tenue des comices.
5 - Ioui Statori - Nones de septembre. Jour faste. Affaires judiciaires. A Jupiter Stator.
6 - Jour faste. Affaires judiciaires.
7 - Jour faste (?), tenue des comices.
8 - M(agni) (ludi) - Jour faste, tenue des comices. Grands Jeux.
9 - M(agni) - Jour faste, tenue des comices. Grands Jeux.
10 - M(agni) - Jour faste, tenue des comices. Grands Jeux.
11 - Jour faste (?), tenue des comices.
12 - Jour néfaste.
13 - Ioui O(ptimo) M(aximo) - Ides de septembre. Jour néfaste. Jour férié. A Jupiter Très Bon Très Grand.
14 - Jour faste. Affaires judiciaires.
15 - Jour néfaste (?)
16 - Jour faste (?), tenue des comices.
17 - Jour faste (?), tenue des comices.
18 - Jour faste (?), tenue des comices.
19 - Jour faste (?), tenue des comices.
20 - Jour faste (?), tenue des comices.
21 - Jour faste (?), tenue des comices.
22 - Jour faste (?), tenue des comices.
23 - Jour faste (?), tenue des comices.
24 - Jour faste, tenue des comices.
25 - Jour faste, tenue des comices.
26 - Jour faste (?), tenue des comices.
27 - Jour faste (?), tenue des comices.
28 - Jour faste (?), tenue des comices.
29 - Jour faste (?), tenue des comices.

#### Octobre (31 jours)
1er - Fidei - Calendes d'Octobre. Jour néfaste. A Fides.
2 - Jour faste. Affaires judiciaires.
3 - Jour faste, tenue des comices.
4 - Jour faste (?), tenue des comices.
5 - Jour faste (?), tenue des comices.
6 - Jour faste, tenue des comices.
7 - [Ioui] Fulgur(i) [I]unon(i) Quir(iti) - Nones d'octobre. Jour faste. Affaires judiciaires. A Jupiter Foudroyant et à la Junon des Quirites.
8 - Jour faste (?). Affaires judiciaires.
9 - Jour faste (?), tenue des comices.
10 - Iunon(i) Mon[etae] - Jour faste, tenue des comices. A Junon Moneta.
11 - Medi(trinalia) - Fêtes des Meditrinalia. Jour néfaste. Jour férié.
12 - Jour faste, tenue des comices.
13 - Fo[n]t[i(nalia)] - Fêtes des Fontinalia. Jour néfaste. Jour férié.
14 - (?)
15 - Ides d'Octobre. Jour néfaste. Jour férié.
16 - (?)
17 - Jour faste (?), tenue des comices.
18 - Jour faste (?), tenue des comices.
19 - Armi(lustrium) - Fêtes de l'Armilustrium. Jour néfaste. Jour férié.
20 - Jour faste (?), tenue des comices.
21 - Jour faste (?), tenue des comices.
22 - Jour faste, tenue des comices.
23 - Jour faste, tenue des comices.
24 - Jour faste, tenue des comices.
25 - Jour faste, tenue des comices.
26 - Jour faste (?), tenue des comices.
27 - Jour faste (?), tenue des comices.
28 - Jour faste (?), tenue des comices.
29 - Jour faste, tenue des comices.
30 - Jour faste (?), tenue des comices.
31 - Jour faste, tenue des comices.

#### Novembre (29 jours)
1 - Calendes de novembre. Jour faste. Affaires judiciaires.
2 - Jour faste (?). Affaires judiciaires.
3 - Jour faste (?), tenue des comices.
4 - Jour faste, tenue des comices.
5 - Nones de novembre. Jour faste. Affaires judiciaires.
6 - Jour faste (?). Affaires judiciaires.
7 - Jour faste (?), tenue des comices.
8 - Jour faste (?), tenue des comices.
9 - Jour faste, tenue des comices.
10 - Jour faste (?), tenue des comices.
11 - Jour faste (?), tenue des comices.
12 - Jour faste (?), tenue des comices.
13 [Fer]on(iae) Fort(unae) Prim(igeniae) [Pie ?]tati. - Ides de novembre. Jour néfaste. Jour férié. A Féronie, à la Fortune Primigène, à Piétas.
14 - Jour faste (?). Affaires judiciaires.
15 - Jour faste (?), tenue des comices.
16 - Jour faste (?), tenue des comices.
17 - Jour faste, tenue des comices.
18 - Jour faste, tenue des comices.
19 - Jour faste (?), tenue des comices.
20 - Jour faste (?), tenue des comices.
21 - Jour faste, tenue des comices.
22 - Jour faste, tenue des comices.
23 - Jour faste, tenue des comices.
24 - Jour faste, tenue des comices.
25 - Jour faste, tenue des comices.
26 - Jour faste, tenue des comices.
27 - Jour faste (?), tenue des comices.
28 - Jour faste, tenue des comices.
29 - Jour faste, tenue des comices.

#### Décembre (29 jours)
1 - Calendes de décembre. Jour néfaste (?).
2 - Jour néfaste (?).
3 - Jour néfaste (?).
4 - Jour faste (?), tenue des comices.
5 - Nones de décembre. Jour faste. Affaires judiciaires.
6 - Jour faste (?). Affaires judiciaires.
7 - Jour faste (?), tenue des comices.
8 - Tiberino Gaiae - A Tibérinus et Gaia. Jour faste, tenue des comices.
9 - Jour faste, tenue des comices.
10 - Jour faste, tenue des comices.
11 - Agon(alia) - Fêtes des Agonalia. Jour néfaste. Jour férié.
12 - (?) 
13 - [Telluri] - Ides de décembre. Jour néfaste. Jour férié. A Tellus.
14 - Jour faste. Affaires judiciaires.
15 - Cons(ualia) - Fêtes des Consualia.
16 - Jour faste, tenue des comices.
17 - Satur(nalia). Saturno - Fêtes des Saturnales. A Saturne.
18 - Jour faste, tenue des comices.
19 - [Opa(lia)]. Opi - Fêtes des Opalia. Jour néfaste.
20 - Jour faste (?), tenue des comices.
21 - Di[ualia] L[a]r(ibus) Perm(arinis) - Fêtes des Divalia. Jour néfaste. Jour férié. Aux Lares Permarins.
22 - Jour faste, tenue des comices.
23 - Lare(ntalia). Dian(ae) lunon(i) R(eginae) in Camp(o) Tempe(statibus). - Fêtes des Larentalia. Jour néfaste. Jour férié. A Diane, Junon Reine sur le Champ de Mars, aux Tempêtes en leur temple.
24 - Jour faste (?), tenue des comices.
25 - Jour faste, tenue des comices.
26 - Jour faste, tenue des comices.
27 - Jour faste (?), tenue des comices.
28 - Jour faste, tenue des comices.
29 - Jour faste, tenue des comices.

#### Mois intercalaire de 27 jours
Pas d'événements ni de fêtes mentionnés.